# Shit Hits the Sheds Tour
Shit Hits the Sheds Tour – trasa koncertowa zespołu Metallica, obejmująca Amerykę Północną, w jej trakcie (od maja do sierpnia 1994 roku), odbyło się pięćdziesiąt jeden koncertów.

## Utwory grane na koncertach
- Breadfan
- Master Of Puppets
- Wherever I May Roam
- Harvester Of Sorrow
- Welcome Home (Sanitarium)
- The Got That Failed
- Kill/Ride Medley
- For Whom the Bell Tolls
- Disposable Heroes
- Seek & Destroy
- Nothing Else Matters
- Creeping Death
- Fade to Black
- Whiplash
- Sad But True
- One
- Enter Sandman
- So What
- Rapid Fire (grane tylko na ostatnim koncercie trasy)

## Lista koncertów
- 30 maja 1994 – Darien, Nowy Jork, Stany Zjednoczone – Darien Lake Performings Arts Center
- 1 czerwca 1994 – Holmdel, New Jersey, Stany Zjednoczone – Garden States Arts Center
- 3 czerwca 1994 – Québec, Quebec, Kanada – Hippodrome de Quebec
- 4 czerwca 1994 – Toronto, Ontario, Kanada – Molson Park
- 5 czerwca 1994 – Syracuse, Nowy Jork, Stany Zjednoczone – New York State Fair Grandstand
- 7 czerwca 1994 – Allentown, Pensylwania, Stany Zjednoczone – Allentown Fairgrounds Grandstand
- 8 czerwca 1994 – Wantagh, Nowy Jork, Stany Zjednoczone – Jones Beach Amphiteatre
- 10 czerwca 1994 – Essex Junction, Vermont, Stany Zjednoczone – Champlain Valley Expo
- 11 czerwca 1994 – Mansfield, Massachusetts, Stany Zjednoczone – Great Woods Center
- 12 czerwca 1994 – Swanzey, New Hampshire, Stany Zjednoczone – Cheshire Fair Grandstand
- 14 czerwca 1994 – Filadelfia, Pensylwania, Stany Zjednoczone – Mann Music Center
- 15 czerwca 1994 – Mechanicsburg, Pensylwania, Stany Zjednoczone – Williams Grove Speedway
- 17 czerwca 1994 – Middletown, Nowy Jork, Stany Zjednoczone – Orange County Speedway
- 18 czerwca 1994 – Cuyahoga Falls, Ohio, Stany Zjednoczone – Blossom Music Center
- 19 czerwca 1994 – Cincinnati, Ohio, Stany Zjednoczone – Riverbend Music Center
- 21 i 22 czerwca 1994 – Clarkston, Michigan, Stany Zjednoczone – Pine Knob Music Center
- 24 czerwca 1994 – Ionia, Michigan, Stany Zjednoczone – Ionia Free Fair
- 25 czerwca 1994 – Des Moines, Iowa, Stany Zjednoczone – Iowa State Fairground
- 26 czerwca 1994 – Somerset, Wisconsin, Stany Zjednoczone – River's Edge Park
- 28 czerwca 1994 – Maryland Heights, Missouri, Stany Zjednoczone – Riverport Amphitheater
- 29 czerwca 1994 – Columbus, Ohio, Stany Zjednoczone – Polaris Amphitheater
- 1 lipca 1994 – Milwaukee, Wisconsin, Stany Zjednoczone – Marcus Amphitheater
- 2 lipca 1994 – Noblesville, Indiana, Stany Zjednoczone – Deer Creek Music Center
- 3 lipca 1994 – Tinley Park, Illinois, Stany Zjednoczone – World Music Center
- 17 lipca 1994 – Vancouver, Kolumbia Brytyjska, Kanada – Thunderbird Stadium
- 19 lipca 1994 – Seattle, Waszyngton, Stany Zjednoczone – Memorial Stadium
- 20 lipca 1994 – Portland, Oregon, Stany Zjednoczone – Portland Meadows
- 22 lipca 1994 – Mountain View, Kalifornia, Stany Zjednoczone – Shoreline Amphiteatre
- 23 lipca 1994 – Sacramento, Kalifornia, Stany Zjednoczone – California Exposition Amphiteatre
- 24 lipca 1994 – San Bernardino, Kalifornia, Stany Zjednoczone – Blockbuster Pavillion
- 26 lipca 1994 – Carson, Kalifornia, Stany Zjednoczone – Velodrome Field
- 27 lipca 1994 – Phoenix, Arizona, Stany Zjednoczone – Desert Sky Pavillion
- 29 lipca 1994 – Park City, Utah, Stany Zjednoczone – Park West Ski Resort
- 30 lipca 1994 – Whitney, Nevada, Stany Zjednoczone – Sam Boyd Stadium
- 31 lipca 1994 – San Diego, Kalifornia, Stany Zjednoczone – Brown Airfield
- 2 sierpnia 1994 – Albuquerque, Nowy Meksyk, Stany Zjednoczone – University Stadium
- 3 sierpnia 1994 – Greenwood Village, Kolorado, Stany Zjednoczone – Fiddler's Green Amphiteatre
- 5 sierpnia 1994 – Dallas, Teksas, Stany Zjednoczone – Starplex Amphiteatre
- 6 sierpnia 1994 – Austin, Teksas, Stany Zjednoczone – South Park Medaows
- 7 sierpnia 1994 – Baytown, Teksas, Stany Zjednoczone – Houston Raceway Park
- 9 sierpnia 1994 – Oklahoma City, Oklahoma, Stany Zjednoczone – Oklahoma State Fair Arena
- 10 sierpnia 1994 – Bonner Springs, Kansas, Stany Zjednoczone – Sandstone Amphitheater
- 12 sierpnia 1994 – Burgettstown, Pensylwania, Stany Zjednoczone – Star Lake Amphiteatre
- 13 sierpnia 1994 – Saugerties, Nowy Jork, Stany Zjednoczone – Woodstock '94
- 14 sierpnia 1994 – Columbia, Nowy Jork, Stany Zjednoczone – Merriweather Post Pavillion
- 16 sierpnia 1994 – Charlotte, Karolina Północna, Stany Zjednoczone – Blockbuster Pavillion
- 17 sierpnia 1994 – Antioch, Tennessee, Stany Zjednoczone – Starwood Amphitheatre
- 19 sierpnia 1994 – Atlanta, Georgia, Stany Zjednoczone – Lakewood Amphitheatre
- 20 sierpnia 1994 – Tampa, Floryda, Stany Zjednoczone – Florida State Fairgrounds
- 21 sierpnia 1994 – Miami, Floryda, Stany Zjednoczone – Bicentennial Park